# Bowie Seamount
Der Bowie Seamount, oder SG̱aan Ḵinghlas (etwa „ein Außerirdischer schaut nach draußen“) in der Haida-Sprache, ist ein großer submariner Vulkan im nordöstlichen Pazifik, 180 km westlich von Haida Gwaii  in der kanadischen Provinz British Columbia. Der Tiefseeberg wird auch als Bowie Bank bezeichnet. Der englische Name des Objekts ist von William Bowie abgeleitet, einem Mitarbeiter der United States Coast and Geodetic Survey, einer Vorläuferorganisation der NOAA.
Der Vulkan hat einen abgeflachten Gipfel, der etwa 3.000 m über den Ozeanboden aufragt und 24 m unter dem Meeresspiegel liegt. Der Tiefseeberg liegt am südlichen Ende eines langen unterseeischen vulkanischen Gebirges, der Pratt-Welker- oder Kodiak-Bowie-Tiefseeberg-Kette, die sich vom Aleutengraben im Norden bis fast nach Haida Gwaii im Süden erstreckt.
Der Bowie Seamount liegt auf der Pazifischen Platte, einem großen Segment der Erdkruste, welches sich unter dem Pazifik in Richtung Nordwesten bewegt. Er liegt in Nachbarschaft zweier weiterer submariner Vulkane, des Hodgkins Seamount an seiner Nordflanke und des Graham Seamount an seiner Ostseite.

## Geologie

### Struktur
Tiefseeberge sind Vulkane, deren Basis auf dem Meeresgrund zu finden ist. Die praktisch unbegrenzte Verfügbarkeit von Wasser in der Umgebung dieser Vulkane kann zu anderen Erscheinungen führen als bei Vulkanen an Land. Die bei Ausbrüchen am Bowie Seamount ausgestoßene Lava besteht aus Basalt, einem im Allgemeinen grau bis schwarzen oder dunkelbraunen vulkanischen Gestein, dessen Siliciumdioxid-Gehalt gering ist (mafische Lava). Wenn basaltische Lava mit dem kalten Meerwasser in Kontakt kommt, kann sie sehr schnell abgekühlt werden und Kissenlava bilden, welche von heißer Lava durchbrochen wird, um weitere Kissen zu bilden. Kissenlava ist typischerweise aufgrund der raschen Abkühlung fein granuliert, besitzt eine glasige Kruste und hat radial verlaufende Schlechten.
Mit einer Höhe von mindestens 3.000 m, die bis lediglich 24 m unter die Meeresoberfläche reicht, ist der Bowie Seamount der am nächsten unter der Oberfläche liegende submarine Vulkan der British Columbia Coast wie überhaupt von ganz Kanada, sowie einer der am weitesten an die Oberfläche reichenden im nordöstlichen Pazifik. Die meisten Tiefseeberge sind hunderte bis tausende Meter unter der Wasseroberfläche zu finden, woraus sich die Bezeichnung Tiefsee-Berg ableitet. An Land wäre der Bowie Seamount etwa 600 m höher als der Whistler Mountain im Südwesten von British Columbia und 800 m niedriger als der Mount Robson, der höchste Berg in den kanadischen Rocky Mountains.
Der Bowie Seamount ist etwa 55 km lang und 24 km breit. Sein abgeflachter Gipfel besteht aus schwach zusammengefügter Tephra und bildet zwei Terrassen. die untere Terrasse reicht etwa 230 m unter die Meeresoberfläche, während die obere etwa 80 m unter dem Meeresspiegel liegt, enthält jedoch steilwandige sekundäre Gipfel, die etwa 25 m unter dem Meer liegen. Aus physikalischer Sicht ist die effektive Größe des submarinen Vulkans erheblich. Die Auswirkungen anderer submariner Vulkane im Pazifischen Nordwesten einschließlich des Cobb Seamount vor der Küste von Washington betreffen die Zusammensetzung und Abundanz des Planktons in bis zu 30 km Entfernung vom Gipfel des Tiefseebergs, da aus tieferen Wasserschichten Nährstoffe in die oberen Schichten transportiert werden. Aufgrund seiner ähnlichen Größe hat der Bowie Seamount höchstwahrscheinlich einen ähnlichen Effekt auf das ihn umgebende Wasser.

### Ausbruchshistorie

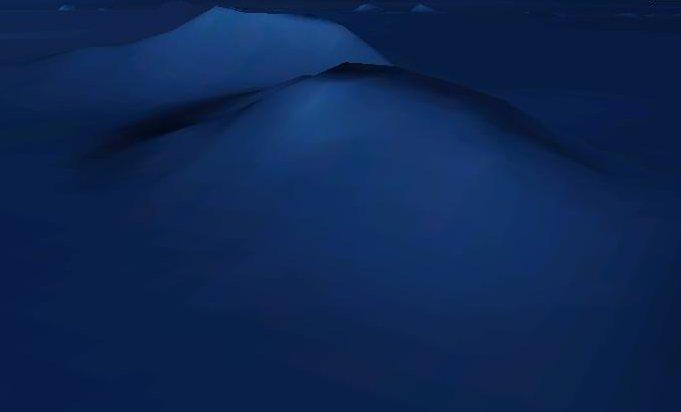
3-D-Visualisierung des Hodgkins Seamount mit dem Bowie Seamount im Hintergrund

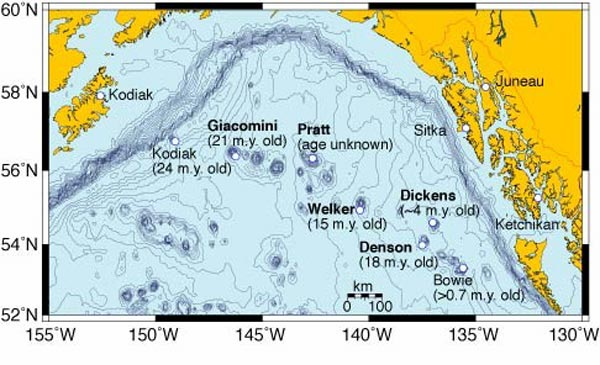
Karte der Kodiak-Bowie-Tiefseeberg-Kette

Der Bowie Seamount entstand durch submarine Eruptionen entlang vulkanischer Spalten am Meeresgrund während der gesamten Wisconsin-Vereisung, welche vor etwa 110.000 Jahren begann und vor 15.000 bis 10.000 Jahren endete. Gegen die meist mehr als eine Million Jahre alten  submarinen Vulkane im Pazifik ist der Bowie Seamount relativ jung. Seine Basis entstand vor weniger einer Million Jahren, aber sein Gipfel zeigt Anzeichen von vulkanischer Aktivität von vor 18.000 Jahren. In der Geologie ist dies quasi gegenwärtig, was nahelegt, dass der Vulkan immer noch aktiv ist.
Nahe am unterseeischen Gipfel des Bowie Seamount legen durch Wellenbewegungen zerstörte ehemalige Küstenlinien und Strandablagerungen nahe, dass sich der Vulkan einst über den Meeresspiegel erhob, entweder als einzelne Vulkaninsel oder als kleines Cluster von vulkanisch aktiven Untiefen. Die Meeresspiegel lagen zur Zeit der Entstehung des Bowie Seamount mindestens 100 m tiefer als heute. So könnte es ein ähnlich großes, wenn nicht größeres Gebiet eingenommen haben als die Midwayinseln im zentralen Pazifik.

### Herkunft
Es gibt einige einander widersprechende Annahmen über die Ursprünge des Bowie Seamount: Geologische Untersuchungen zeigen, dass die Kodiak-Bowie-Tiefseeberg-Kette über einem Zentrum aufsteigenden Magmas, einer sogenannten Mantel-Plume, entstanden sein könnte. Die Tiefseeberge, aus denen die Kette besteht, würde über der Mantel-Plume entstanden und in dem Maße von ihr fortbewegt worden sein, wie sich die Pazifische Platte in nordwestlicher Richtung auf den Aleutengraben, der sich vor der Südküste Alaskas auftut, zubewegt.
Die vulkanischen Gesteine, aus denen einige der Tiefseeberge der Kodiak-Bowie-Tiefseeberg-Kette bestehen, sind insofern untypisch, als sie eine säureneutralisierende Substanz wie typische Basalte von Ozeaninseln enthalten, aber einen geringen Strontium-Gehalt wie die Basalte der mittelozeanischen Rücken. Die strontiumhaltigen vulkanischen Gesteine, aus denen der Bowie Seamount besteht, enthalten jedoch auch Blei. Aus diesem Grund scheinen die Magma-Mischungen, die den Bowie Seamount formten, in unterschiedlichen Graden partiell geschmolzen zu sein und aus einer aufgebrauchten Quelle im Erdmantel zu stammen; die Basalte weisen deutliche hohe Isotopenverhältnisse beim Blei auf. Schätzungen in den geologischen Studien zeigen an, dass die Abundanzen der Bestandteile der aufgebrauchten Quelle 60 bis 80 Prozent des ausgestoßenen Materials betragen.
Einige Aspekte der Herkunft der Kodiak-Bowie-Tiefseeberg-Kette bleiben unklar. Die vulkanischen Gesteine der südlich des Bowie Seamount gelegenen Tuzo Wilson Seamounts sind frisch glasierte Kissenlaven der heutigen Zeit, was zu erwarten wäre, wenn diese Tiefseeberge über einem oder nahe eines Mantel-Plumes südlich von Haida Gwaii lägen. Die Herkunft des Bowie Seamount ist jedoch weniger gewiss; auch wenn sich der Meeresgrund, auf dem sich der Bowie Seamount gründet, vor 16 Millionen Jahren im späten Miozän bildete, zeigt doch sein Gipfel Anzeichen heutiger vulkanischer Aktivität. Wenn der Bowie Seamount über einer Mantel-Plume an der Stelle entstand, die heute von den Tuzo Wilson Seamounts eingenommen wird, wurde er von dieser Magmaquelle um etwa 625 km mit einer Rate von etwa 4 cm pro Jahr fortbewegt. Die geologische Geschichte des Bowie Seamount ist in Bezug auf seinen abgeflachten erodierten Gipfel konsistent, aber die Quelle seiner gegenwärtigen vulkanischen Aktivität bleibt ungewiss. Auch andere Tiefseeberge wie der Dickens Seamount und der Pratt Seamount weiter nördlich fallen ein wenig aus der Reihe, wenn man den erwarteten Trend der Kette betrachtet. Eine andere hypothetische Quelle einiger oder aller Tiefseeberge in der Kodiak-Bowie-Kette ist die Spitze des Explorer-Rückens, einer divergierenden Kontinentalplatten-Grenze westlich von Vancouver Island; die Versetzung erfolgte durch Ozeanbodenspreizung.
Obwohl einige der Tiefseeberge in der Kodiak-Bowie-Kette dem erwarteten Altersfortschritt einer sich über eine Mantel-Plume bewegenden Formation zu folgen scheinen, sind doch andere wie der Denson Seamount älter als die Theorie nahelegt. Infolgedessen wurde von einigen Geowissenschaftlern vorgeschlagen, die Kodiak-Bowie-Tiefseeberg-Kette als Ergebnis einer Mischung von Gebirgs- und Mantel-Plume-Vulkanismus zu betrachten.

## Biologie

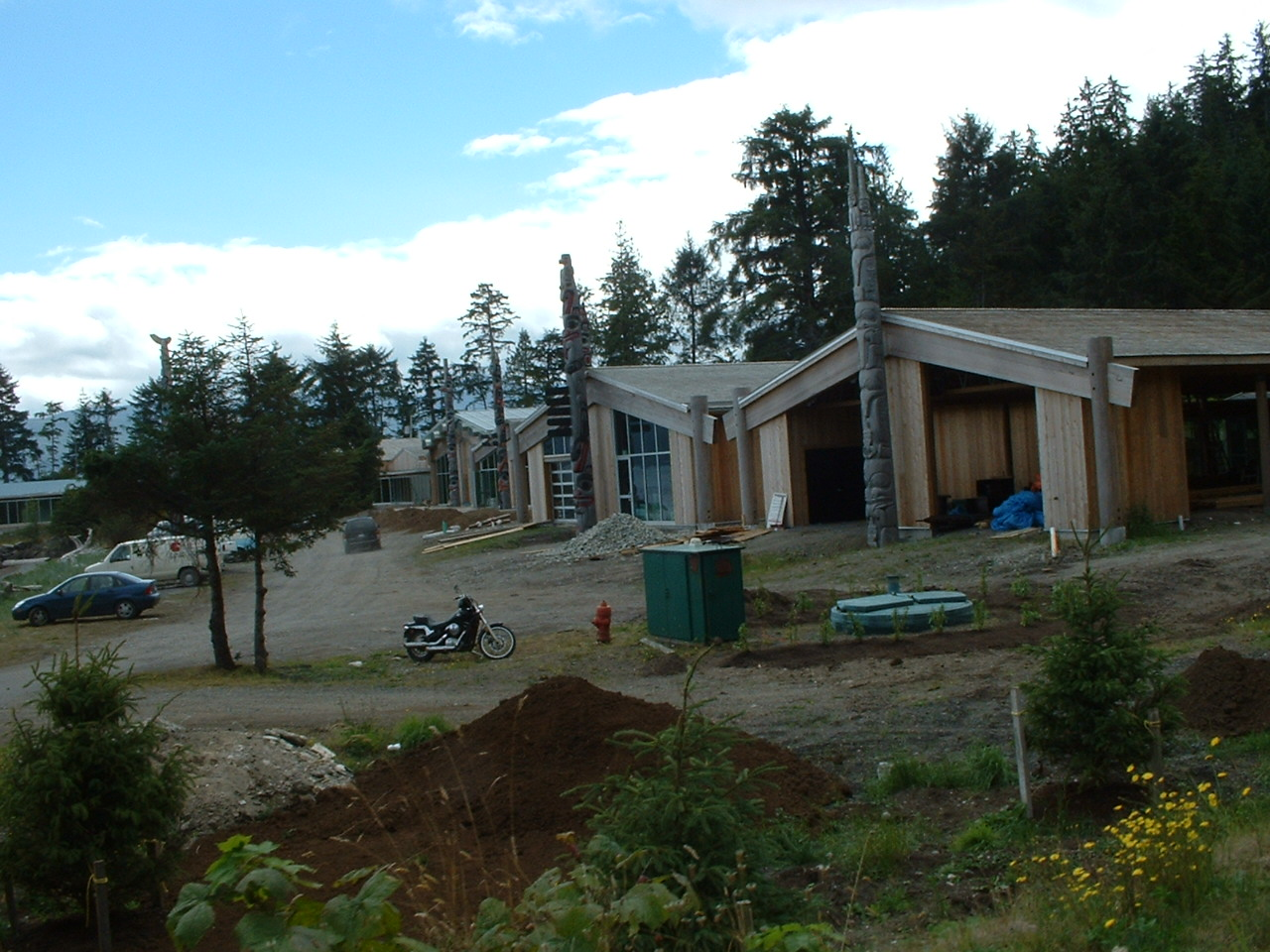
Das Haida Heritage Centre in Kaay Llnagaay, wo die Einrichtung des Bowie Seamount Marine Protected Area bekanntgegeben wurde

Am Bowie Seamount hat sich ein biodiverses Gebiet mit einem lebhaften Ökosystem entwickelt. Untersuchungen haben hohe Abundanzen von Krabben, Seesternen, Seeanemonen, Schwämmen, Kalmaren, Kraken, Stachelköpfen, Heilbutt und Kohlenfisch ergeben. Acht Arten Meeressäuger wurden im Gebiet des Bowie Seamount gefunden, darunter Stellersche Seelöwen, Schwertwale, Buckelwale und Pottwale, außerdem 16 verschiedene Meeresvogel-Arten. Dies macht den Bowie Seamount zu einem seltenen Lebensraum im Nordost-Pazifik und zu einem der submarinen Vulkane mit der höchsten Biodiversität der Erde. Das reiche Leben im Meer gründet auf einer intensiven Nährstoffzufuhr durch mikroskopisch kleine Pflanzen und Tiere, dem Phyto- und dem Zooplankton.

### SGaan Kinghlas-Bowie Seamount Marine Protected Area
Aufgrund der biologischen Vielfalt wurde der Bowie Seamount am 19. April 2008 als Kanadas siebentes Meeresschutzgebiet gemäß dem Oceans Act ausgewiesen. Die Bekanntgabe erfolgte durch den Bundes-Minister für Fischerei, Loyola Hearn, und den Präsidenten des Council of the Haida Nation, Gidansda Guujaaw, in Skidegate auf Haida Gwaii (den früheren Queen Charlotte Islands). Während der Bekanntgabe sagte der Minister für Natural Resources, Gary Lunn: 

„Bowie Seamount is an oceanic oasis in the deep sea, a rare and ecologically rich marine area, and our government is proud to take action to ensure it is protected. By working in partnership with the Council of the Haida Nation and groups like the World Wildlife Fund-Canada, we are ensuring this unique treasure is preserved for future generations“.

„Der Bowie Seamount ist eine Ozean-Oase in der Tiefsee, ein seltenes und ökologisch vielfältiges Meeresgebiet, und unsere Regierung ist stolz darauf, Maßnahmen zu seinem sicheren Schutz ergriffen zu haben. In partnerschaftlicher Zusammenarbeit mit dem Council of the Haida Nation und Organisationen wie World Wildlife Fund-Canada sichern wir den Schutz dieses einzigartigen Kleinods für künftige Generationen.“

Das Meeresschutzgebiet erstreckt sich über 118 km Länge und 80 km Breite auf einer Gesamtfläche von 6.131 km². Das Bowie Seamount Marine Protected Area umfasst auch den Peirce Seamount (auch Davidson Seamount genannt) und den Hodgkins Seamount. Vor der Ausweisung, ab 1997, war es ein Haida Marine Protected Area.

## Taucherkundungen und -untersuchungen
Die seichte Tiefe am Bowie Seamount macht ihn zum einzigen Unterwasserberg vor der British Columbia Coast, der mit Ausrüstung zum Gerätetauchen leicht erreicht werden kann. Im März 1969 führten Taucher des Canadian Forces Maritime Command von der CSS Parizeau aus Tauchgänge durch. Zwei Tauchgänge führten zum Gipfel, wo Schwarzweißfotos gemacht wurden, um die Umgebung aufzuzeichnen. Es wurden auch biologische Proben genommen, um möglicherweise gesundheitsgefährdende Pflanzen, Tiere oder Bakterien zu entdecken. Diese Proben wurden durch die Pacific Biological Station in Nanaimo untersucht, sodass eine Liste von elf meeresbewohnenden Wirbellosen erstellt wurde.

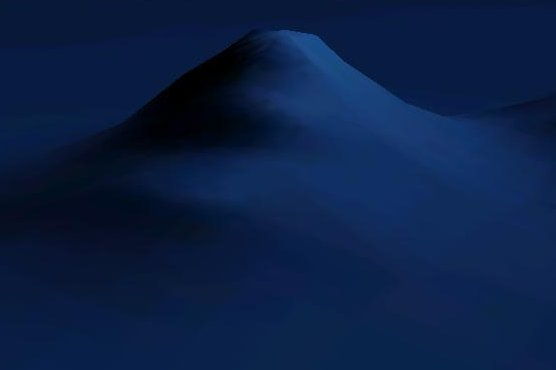
Die Ostflanke des Bowie Seamount

Im August 1969 führten die Taucher des Canadian Forces Maritime Command weitere Tauchgänge durch, während derer wissenschaftliche Untersuchungen für das Fisheries Research Board of Canada ausgeführt wurden. Sie fanden sehr dichte Schwärme der Gattung Sebastes, die über den abgeflachten Gipfel des Bowie Seamount strichen, sowie eine bodenbewohnende Art. Es wurde eine Menge Schwarzweißfotos erstellt. Außerdem wurden einige Proben von Seetang gesammelt, aber andere meeresbewohnende Arten wurden rund um den Bowie Seamount nicht entdeckt.
Im November 1996 erschien eine Ausgabe der National Geographic mit einem Artikel unter dem Titel „Realm of the Seamount“ (dt. „Das Reich des Tiefseeberges“), welcher die Tauchgänge der beiden Forscher Bill Curtsinger und Eric Hiner beschrieb. Sie erforschten mit Tauchgeräten die Hänge des Bowie Seamount bis in 150 m Tiefe. Ihre Fotografien zeigten einen der zerklüfteten Gipfel des Tiefseeberges, der dick mit Seetang und farbenfrohen wirbellosen Meeresbodenbewohnern bedeckt war. Schwärme junger Sebastes wurden an den steilen Flanken beobachtet.
Der Wissenschaftler Bill Austin vom Khoyatan Marine Lab im Nordost-Pazifik begutachtete ein Video, das während der Tauchgänge für die National Geographic aufgenommen wurde, um die benthische Flora und Fauna am Bowie Seamount zu identifizieren. Im Video erkannte Austin einige der bemerkenswertesten Wirbellosen und hielt fest, dass einige normalerweise in der Gezeitenzone und in unterhalb gelegenen Flachwassergebieten vorkommende Arten in größeren Tiefen gefunden wurden, als normalerweise zu erwarten gewesen wäre, und dass diese größer als normal waren.
Ein Team aus fünf Tauchern, angeführt vom Foto- und Videografen Neil McDaniel, suchte den Tiefseeberg vom 3. bis 5. August 2003 auf und führte eine biologische und fotografische Erkundung des Gipfels und seiner Umgebung bis in etwa 40 m Wassertiefe durch. Insgesamt wurden 18 Taxa an Algen, 83 Taxa auffälliger Wirbelloser und zwölf Taxa an Fischen dokumentiert. Schätzungsweise 180 Unterwasserfotografien und ungefähr 90 Minuten digitaler Videos wurden erstellt. Besonders bemerkenswert waren die dichten Schulen von Sebastes, die über dem Gipfel schwebten, und zahlreiche neugierige Vertreter der Fischart Zaprora silenus.

## Indigene
Die Haida, ein indigenes Volk, das eine Schlüsselrolle bei der Ausweisung des Bowie Seamount Marine Protected Area spielte, nennen den submarinen Vulkan SGaan Kinghlas. In ihrer Sprache bedeutet das etwa „ein Außerirdischer schaut nach draußen“.

Die Haida haben den Tiefseeberg schon vor langer Zeit als besonderen Ort erkannt. Gidansda Guujaaw, der frühere Präsident des Council of the Haida Nation, sagte: 

„SGaan Kinghlas represents a shift in recognizing the need for respect and care for the Earth. This is a very significant turning point in reversing the trends that have been leading to the depletion of life in the sea.“

„SGaan Kinghlas repräsentiert einen Wandel in der Erkenntnis der Notwendigkeit des Respekts für und der Sorge um die Erde. Dies ist ein sehr bedeutsamer Wendepunkt zur Umkehr der Trends, die zur Verarmung des Lebens im Meer führten.“

## Gefährdung
Angesichts ihrer geringen Tiefe ist die Bowie Bank eine potenzielle marine Gefahr. Wellen bis zu 27 m Höhe wurden während schwerer Unwetter an der British Columbia Coast aufgezeichnet, hoch genug, um die Bank in einem Wellental freizulegen und jegliches Schiff, das hier zu passieren versucht, zu zerstören. Aus diesem Grund hat Environment Canada den Bowie Seamount als Gefährdung für die Schifffahrt ausgewiesen; er wird von Schiffen gemieden.